# Senat Wedemeier III
Der Senat Wedemeier III amtierte vom 11. Dezember 1991 bis 4. Juli 1995 als Bremer Landesregierung. Dieser Senat gilt als erste Ampelkoalition in Deutschland. Sie scheiterte einige Monate vor Ende der Amtszeit an der Piepmatzaffäre. 
Wedemeier sagte später, dieser Ausgang sei vor allem eine Folge handwerklicher Fehler gewesen („Die Grünen waren unerfahren im Regieren, die FDP genauso – das konnte nicht klappen.“) Wedemeier sagte auch: „Die SPD dachte damals, die Stadt sei ihre Beute, […]. Nach 40 Jahren Alleinregierung [sic!, in der Tat waren es 20 Jahre] wussten wir auch nicht so richtig, wie man mit Koalitionspartnern arbeitet.“ 
Ralf Fücks sagte 2008, die Große Koalition nach dem Senat Wedemeier III habe lange „von unserer guten Arbeit“ profitiert. Wedemeier sagte: „Das, was die Große Koalition an Geld aus dem Fenster geschmissen hat, haben wir vorher eingenommen.“
| Amt                                                   | Name                                             | Partei | Partei                              |
| ----------------------------------------------------- | ------------------------------------------------ | ------ | ----------------------------------- |
| Bremer Bürgermeister und Präsident des Senats         | Klaus Wedemeier                                  |        | SPD                                 |
| kirchliche Angelegenheiten                            | Klaus Wedemeier                                  |        | SPD                                 |
| Stellvertretender Präsident des Senats, Bürgermeister | Claus Jäger bis 2. November 1993                 |        | FDP                                 |
| Stellvertretender Präsident des Senats, Bürgermeister | Ralf Fücks 2. November 1993 bis 23. Februar 1995 |        | B’90/Grüne                          |
| Inneres und Sport                                     | Friedrich van Nispen                             |        | FDP (ab 13. Februar 1995 parteilos) |
| Justiz und Verfassung                                 | Henning Scherf                                   |        | SPD                                 |
| Finanzen                                              | Volker Kröning bis 29. Juni 1994                 | SPD    |                                     |
| Finanzen                                              | Manfred Fluß                                     | SPD    |                                     |
| Häfen, Schifffahrt und Außenhandel                    | Uwe Beckmeyer                                    | SPD    |                                     |
| Wirtschaft, Mittelstand und Technologie               | Claus Jäger                                      |        | FDP                                 |
| Umweltschutz und Stadtentwicklung                     | Ralf Fücks bis 23. Februar 1995                  |        | B’90/Grüne                          |
| Umweltschutz und Stadtentwicklung                     | Helga Trüpel                                     |        | B’90/Grüne                          |
| Bauwesen                                              | Eva-Maria Lemke-Schulte                          |        | SPD                                 |
| Kultur, Ausländerintegration und Jugendarbeit         | Helga Trüpel                                     |        | B’90/Grüne                          |
| Bildung und Wissenschaft                              | Henning Scherf                                   |        | SPD                                 |
| Arbeit und Frauen                                     | Sabine Uhl                                       | SPD    |                                     |
| Gesundheit, Jugend und Soziales                       | Sabine Uhl bis 25. März 1992                     | SPD    |                                     |
| Gesundheit, Jugend und Soziales                       | Irmgard Gaertner bis 28. Februar 1994            | SPD    |                                     |
| Gesundheit, Jugend und Soziales                       | Sabine Uhl geschäftsführend                      | SPD    |                                     |
| Gesundheit, Jugend und Soziales                       | Irmgard Gaertner ab 16. März 1994                | SPD    |                                     |
| Bundesangelegenheiten                                 | Uwe Beckmeyer                                    | SPD    |                                     |

Die Regierung zerbrach im Februar 1995 am Konflikt zwischen den Grünen und der FDP über die Stadtentwicklungs- und Flächenpolitik. Ursächlich hierfür war die sogenannte „Piepmatzaffäre“. Das Umweltressort hatte ohne Beteiligung der politischen Gremien das Gewerbegebiet Hemelinger Marsch als Vogelschutzgebiet bei der EU angemeldet, obgleich das Wirtschaftsressort eine intensive gewerbswirtschaftliche Nutzung des Areals vorgesehen hatte.
Das Amt des stellvertretenden Präsidenten des Senates und zweiten Bürgermeisters wurde nach dem 24. Februar 1995 nicht besetzt.